# Fabrizio Bruno

Fabrizio Bruno

Villino in via della Farnesina, Roma, 1963-'65

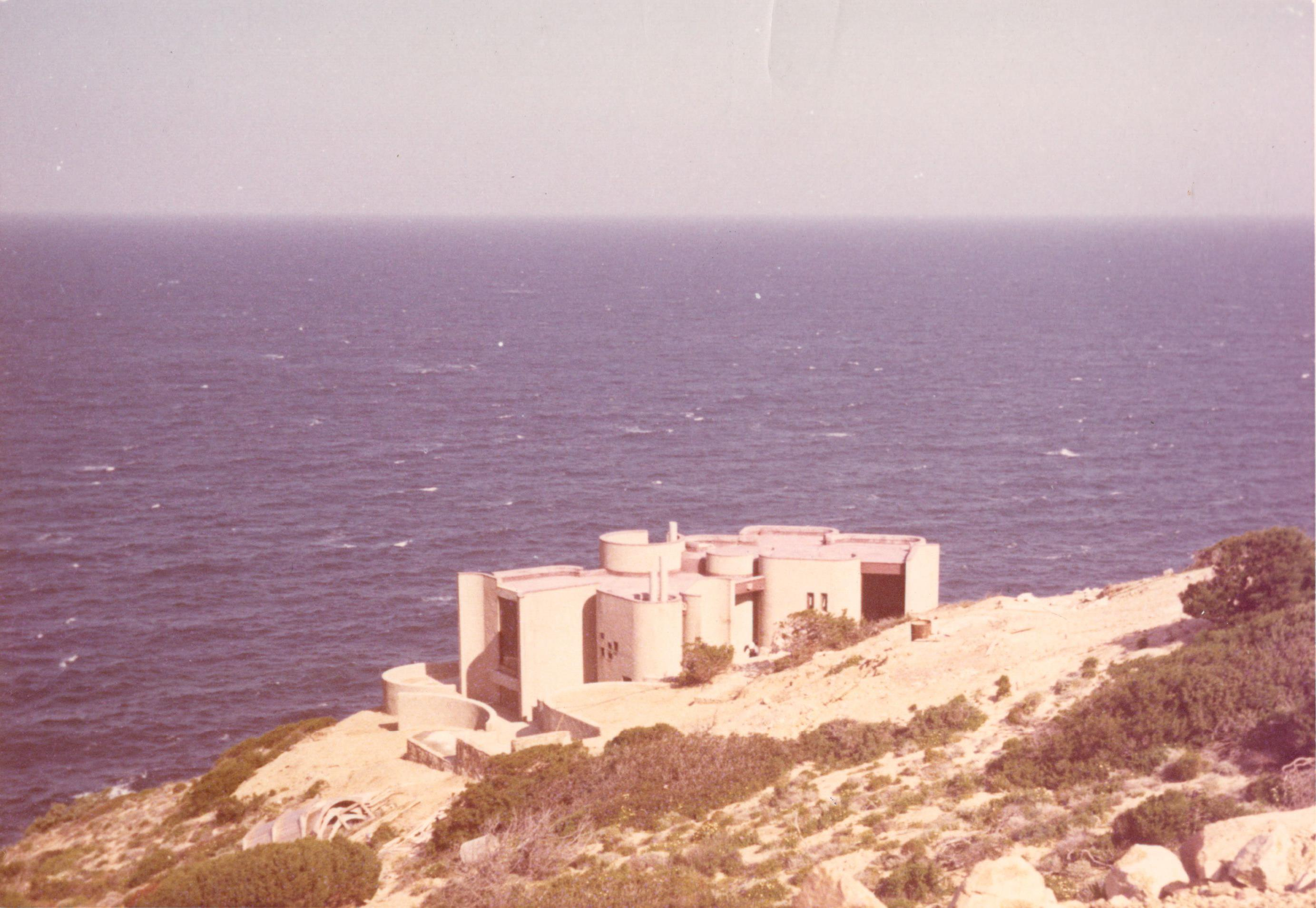
Casa Braconi in località Costa Paradiso, Trinità D'Agultu, Sassari, 1967-'69

Casa Vacca e Casa Lalli, Isernia, 1978-'80

Galleria “centro commercio e affari”, Isernia, 1981-'83

Fabrizio Bruno (Roma, 4 gennaio 1926 – Roma, 3 aprile 2000) è stato un architetto italiano.

## Biografia
Nativo di Roma, frequenta la facoltà di architettura di Valle Giulia conseguendo la laurea nel novembre del 1952 e iscrivendosi all'Ordine degli architetti di Roma l'anno successivo.
Dopo gli studi universitari compie i primi viaggi all'estero mostrando interesse per l'edilizia danese e affermando, nella scelta del milieu nord-europeo, una propria decisa inclinazione: pensare semplice ed eseguire bene.
A seguito di un lungo apprendistato come assistente volontario nei corsi di "Caratteri distributivi degli edifici" di Pasquale Carbonara prima e Diambra De Sanctis poi, nel 1973 viene nominato assistente ordinario per la cattedra di composizione architettonica. Un decennio più tardi assume l'incarico come professore associato e a partire dal 1992 gli viene affidato il corso di "Metodologia della progettazione": la sua spiccata esperienza nel campo dell'architettura costruita si riflette nell'insegnamento che acquista doti di concretezza e attualità.
Dopo aver vinto non ancora trentenne il concorso nazionale per la scuola di avviamento professionale padre Eugenio Barsanti e la sistemazione urbanistica dell'area dell'ex conservatorio S. Leone a Pietrasanta, all'interno di un tessuto storico consolidato, nel 1959 con l'architetto Nicola Monteduro vince, ex aequo con Giuseppe Perugini e collaboratori, il 1º premio e l'incarico in entrambi i concorsi nazionali per la progettazione della nuova sede delle Preture unificate, Corte d'appello e Procura generale e per la sistemazione urbanistica di piazzale Clodio a Roma.
L'anno seguente con Pasquale Carbonara e Attilio Spaccarelli ottiene un importante 2º premio nel concorso per la biblioteca nazionale centrale di Roma, nell'area del Castro Pretorio.
Il sodalizio con l'architetto Spaccarelli, già sperimentato nella collaborazione al progetto per il quartiere INA-Casa ad Acilia e al complesso residenziale di Villa Nomentana, a partire da questo momento continua fino alla metà degli anni settanta.
Nel 1961 riprende in mano la sua opera prima lasciata cinque anni prima a strutture già definite, rielaborando gli spazi in funzione della diversa destinazione da clinica privata a sede dell'Ente Nazionale per le Biblioteche popolari e scolastiche (poi Biblioteca statale Antonio Baldini), dove il disegno di ogni dettaglio insiste sul programma di una progettazione lontana dalla retorica degli edifici pubblici ma vicina alle reali necessità di una funzione in scala umana.
Dopo il 2º premio nel concorso per il monumento ai Mille a Marsala in cui, a dire del recensore Bruno Zevi, appare particolarmente studiato l'inserimento urbanistico con le strutture contigue della città, gli anni sessanta iniziano con degli impegnativi interventi a carattere residenziale che ne rivelano l'estro compositore di ampia e libera immaginazione: gli edifici in viale Cristoforo Colombo (1961-1964), in viale Giuseppe Mazzini (1961-1965) e il villino in via della Farnesina (1963-1965) a Roma.
Ogni dettaglio della sua architettura è definito in modi semplici e rigorosi quasi si trattasse ogni volta di un'esecuzione di ordine artigianale: la discrezione dell'intervento rimane sempre il dato di partenza della sua progettazione.
Analogamente al ripristino moderno di un complesso di edifici appartenenti alla Congregazione Suore di carità delle Sante Bartolomea Capitanio e Vincenza Gerosa - suore di Maria Bambina - (1959-1965) sulla collina fiancheggiante il portico del Bernini a piazza S. Pietro, l'inserimento e il dialogo in un contesto monumentale viene nuovamente affrontato dal 1963 al 1965 nella ricostruzione del Pontificio seminario lombardo di fronte alla Basilica di Santa Maria Maggiore, caratterizzato da una grande attenzione nei riguardi dell'opera di Ferdinando Fuga, attraverso un'equilibrata composizione di pieni e di vuoti e un'oculata scelta cromatica.
I delicati temi del rapporto con la storia del restauro e del reperto archeologico sono presenti anche nel successivo impegno di trasformazione architettonica con un linguaggio attuale dell'ex studio del pittore Mariano Fortuny come nuova sede del consiglio notarile in via Flaminia a Roma (1964-1967).
Nel 1965 sempre con Spaccarelli intraprende il restauro del monastero della Beata Vergine del Monte Carmelo e S. Egidio in Trastevere per farne la sede espositiva del Museo del folklore e dei Poeti romaneschi (oggi Museo di Roma in Trastevere).
Con l'allestimento “Lo spazio dell'immagine” a Palazzo Trinci a Foligno del 1967 inaugura la prima rassegna d'arte contemporanea dedicata esclusivamente alla realizzazione di ambienti plastico-spaziali anziché all'esposizione di singole sculture o pitture. Anche in questo caso la preesistenza antica favorisce il Bruno nell'inserimento spaziale degli oggetti d'oggi raggiungendo un risultato che nel 1969 gli varrà il premio IN/ARCH Umbria.
Sempre in questi anni realizza autonomamente una serie di ville in Sardegna, nella nascente Costa Paradiso, tra le quali spicca Casa Braconi che risente in modo notevole delle tipiche architetture primitive dell'isola: i nuraghi. La costruzione, in getto di calcestruzzo armato a vista misto a graniglia di granito rosa locale martellinato, s'inserisce in modo armonico nell'ambiente conservando la macchia esistente.
A Isernia, dopo l'Ospedale Ferdinando Veneziale (1966-1978) e le Case Vacca e Lalli (1978-1980), un piccolo distretto commerciale con negozi, galleria e uffici è la sua ultima opera realizzata (1981-1983) prima di dedicarsi all'insegnamento a tempo pieno.
Le architetture della sua maturità sono presentate da Bruno Alfieri alla fine degli anni sessanta sulle pagine della rivista internazionale “Lotus” e in una monografia con Giuseppe Mazzariol e Gianni Berengo Gardin testimoni d'eccezione.
Muore improvvisamente per un arresto cardiaco la sera del 3 aprile 2000, all'età di settantaquattro anni. Il suo corpo è sepolto presso il cimitero di Isola Farnese a Roma, poco distante dalla sua ultima abitazione.

## Opere principali
- 1954-1958/1965 - Concorso nazionale per la scuola di avviamento professionale Padre Eugenio Barsanti (oggi Scuola primaria Giovanni Pascoli) e la sistemazione urbanistica dell'area dell'ex conservatorio S. Leone a Pietrasanta, Lucca, (1º premio e incarico - con M. Marchi)
- 1956–1961/1962 - Clinica pediatrica in via di Villa Sacchetti, Roma[44]
- 1958/59 – Complesso residenziale di tre villini signorili a Villa Nomentana in via Asmara, Roma, (con A. Spaccarelli)
- 1958/60 - Piano urbanistico per un complesso residenziale I.N.A.-Casa per 3 000 abitanti in località Monti S. Paolo ad Acilia, Roma, (con l'Ing. C. Valle – coordinatore, A. Spaccarelli, G. Perugini - capigruppo, A. Baccin, M. Doni, E. Nespega, E. del Debbio, U. De Plaisant, F. Dinelli, F. Girardi e l'ing. C. Baccin)
- 1958/60 - Complesso residenziale I.N.A.-Casa per 3 000 abitanti in località Monti S. Paolo ad Acilia, Roma, (con A. Spaccarelli - capogruppo, A. Baccin, M. Doni, E. Nespega e l'ing. C. Baccin)
- 1958/60 - Scuola materna e elementare, Mercato coperto, Chiesa San Pier Damiani, Centro sociale nel quartiere I.N.A.-Casa in località Monti S. Paolo ad Acilia, Roma, (con A. Spaccarelli - capogruppo, A. Baccin, M. Doni, E. Nespega e l'ing. C. Baccin)
- 1958 – 1961/69 - Concorso nazionale per le preture unificate (Pretura civile e Pretura penale), Corte d'appello e Procura generale, Roma, (1º premio e incarico - in collaborazione con l'ing. N. Monteduro - capogruppo, E. Giangreco e l'ing. F. Girardi - ex aequo con un altro gruppo)
- 1958 - 1961/69 - Concorso nazionale per la sistemazione urbanistica generale della zona di piazzale Clodio, Roma, (1º premio e incarico - con l'ing. N. Monteduro, capogruppo - ex aequo con un altro gruppo)
- 1959/60 - Concorso nazionale per la biblioteca nazionale e la sistemazione urbanistica dell'area del Castro Pretorio, Roma, (2º premio - con A. Spaccarelli, P. Carbonara e gli Ing. E. Giangreco, A. Arcangeli, G. Parolini – ex aequo con altri nove gruppi)
- 1959/65 - Risanamento, trasformazione e conservazione dell'Istituto di istruzione parificato della congregazione Suore di carità delle Sante Bartolomea Capitanio e Vincenza Gerosa (suore di Maria Bambina) in via del S. Uffizio, Roma, (con A. Spaccarelli e l'ing. M. Tavoletti)
- 1961 - Concorso nazionale per il monumento per lo sbarco dei Mille a Marsala, Marsala, (2º premio - con E. Nespega e lo scultore A. Tot – ex aequo con altri due gruppi)
- 1961/62 - Sede dell'Ente nazionale per le biblioteche popolari e scolastiche (oggi Biblioteca Statale Antonio Baldini)[45]
- 1961/1963 - Albergo Ristorante “gli Etruschi” in località Macchia delle Coste ad Anguillara Sabazia, Roma
- 1961/64 - Edificio per uffici in viale Cristoforo Colombo, Roma, (con A. Spaccarelli e l'ing. M. Tavoletti)
- 1961/65 - Edificio per abitazioni in viale Giuseppe Mazzini e via Prestinari, Roma, (con A. Spaccarelli e E. Nespega)
- 1962 - Piano regolatore di Brindisi, (con P. Marconi, E. Nespega, F. Pignatelli e l'ing. L. Potì)
- 1962 - Piano regolatore della zona industriale di Bari, (con A. Spaccarelli)
- 1963/65 - Villino in via della Farnesina, Roma, (con A. Spaccarelli)
- 1963/65 - Sede del Pontificio seminario lombardo in piazza Santa Maria Maggiore, Roma, (con A. Spaccarelli e l'ing. M. Tavoletti)
- 1964/67 - Restauro e trasformazione dello studio “Fortuny” come sede della cassa nazionale del notariato in via Flaminia, Roma (con A. Spaccarelli e l'ing. M. Tavoletti)
- 1965 - Casa per vacanze dell'architetto Fabrizio Bruno ad Anguillara Sabazia, Roma
- 1965/67 - Restauro e trasformazione del monastero della Beata Vergine del Monte Carmelo e S. Egidio in piazza S. Egidio come Museo del Folklore Romano – oggi Museo di Roma in Trastevere, Roma, (con A. Spaccarelli)
- 1966/75 - Ospedale generale di zona “Ferdinando Veneziale” , Isernia, (con A. Spaccarelli e l'ing. C. Di Tullio)
- 1967 - Allestimento e realizzazione degli spazi espositivi della mostra d'arte contemporanea “Lo spazio dell'immagine” a Palazzo Trinci, Foligno
- 1967/69 – Casa Braconi in località Costa Paradiso, Trinità D'Agultu, Sassari[46]
- 1968 - Piano regolatore generale dell'area di sviluppo industriale di Bari (con A. Spaccarelli)
- 1971/72 - Casa Muzzolini-Capuano in località Olgiata, Roma[47]
- 1973/75 - Due edifici residenziali e due nuclei di case a schiera nel parco della Cipressina in via dell'Isola Farnese, Roma
- 1975/77 - Ampliamento dell'Ospedale Generale di zona “Ferdinando Veneziale”, Isernia
- 1977 –Casa dell'architetto Fabrizio Bruno nel parco della Cipressina in via dell'Isola Farnese (casa a schiera di testata), Roma
- 1978/80 – Casa Vacca e Casa Lalli, Isernia.
- 1980 - Progetto di concorso per l'affidamento della progettazione di massima del liceo scientifico in località Acquafredda, Roma, (2º premio ex aequo - con il gruppo di lavoro del corso di composizione architettonica della facoltà di architettura di Roma: D. G. De Sanctis, F. Bossalino, R. V. Moore, L. Tassara)
- 1981/83 - Galleria “centro commercio e affari”, Isernia, (con L. Tassara e l'ing. R. Primavera)
- 1983 - Edificio per uffici e negozi a completamento del “centro commercio e affari”, Isernia, (con L. Tassara e l'ing. R. Primavera)